# اونسی-دونو
اونسی-دونو (به فرانسوی: Ancy-Dornot) یک کمون در فرانسه است که در موزل واقع شده‌است. اونسی-دونو ۱۰٫۲۵ کیلومتر مربع مساحت دارد.